# 금줄

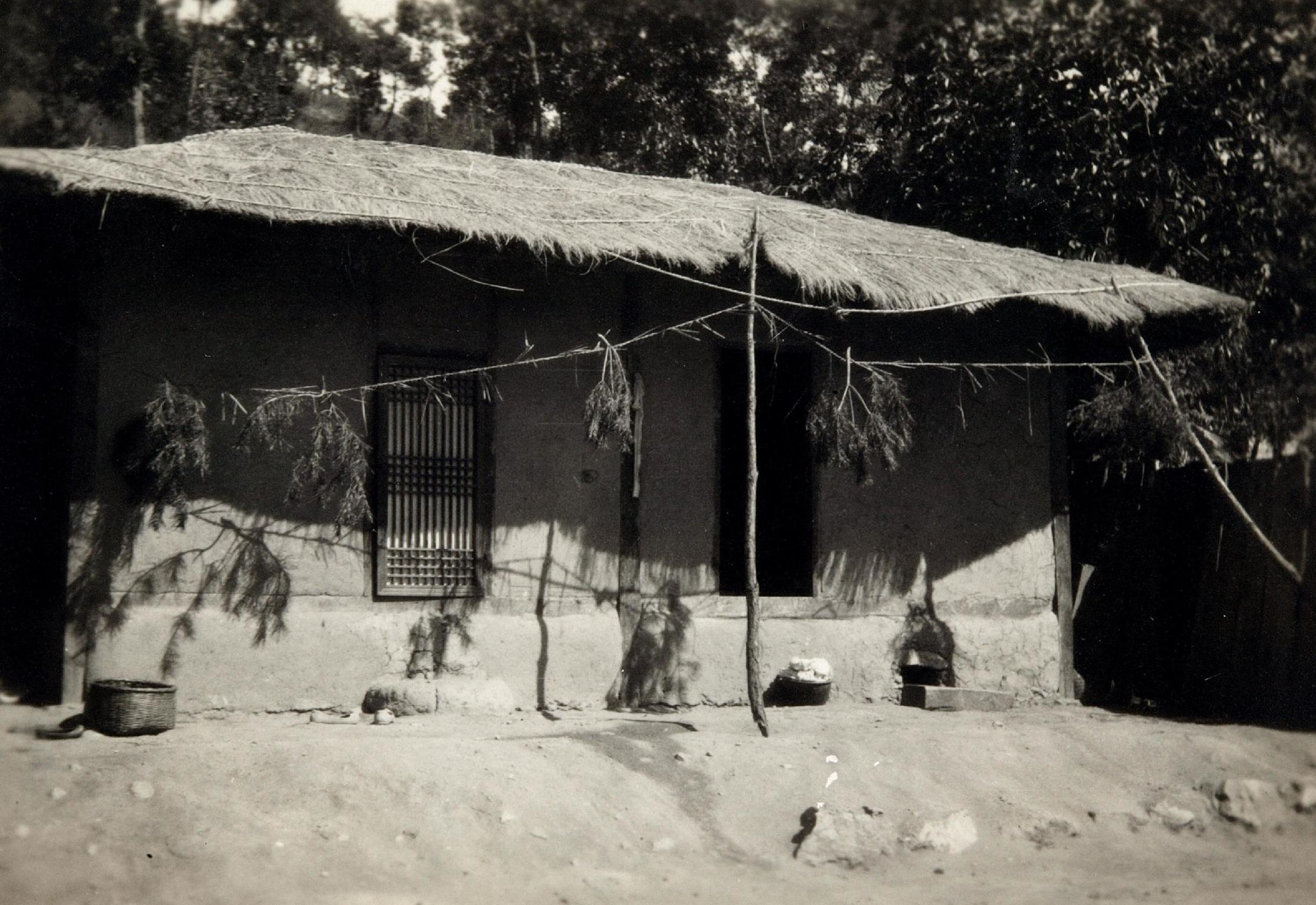
금줄

금줄은 신성한 곳 또는 대상물에 부정한 것의 침입을 막기 위해 사용하는 것으로 신성한 대상물에 매달거나 신성한 대상물의 길 앞에 양쪽에 건너지르게 매달아 사용한다. 또 금줄은 산모가 태아를 출생할 때 사용하기도 했었다. 그 이유를 작가 조정래는 역사소설 아리랑에서 한민족의 조상들이 의학지식이 있었기 때문이라고 보았다. 금줄에는 숯과 고추를 다는데, 이들중에서 숯은 살균효과가 있으므로 면역력이 약한 태아를 보호한다. 또한 외부인의 출입을 제한하기 때문에 어른보다 전염병에 약한 태아에게 부정한 것인 보균자의 전염을 막는 효과도 있다는 것이 조정래 작가의 설명이다.